# Teatergruppen Dálvadis
Teatergruppen Dálvadis var en svensk, samisk fri teatergrupp, som spelade på samiska.
Teatergruppen Dálvadis bildades 1971 och var en pionjärverksamhet i sitt slag. I mitten av 1960-talet hade Riksteatret i Norge turnerat i samiska områden med en dockteaterpjäs på samiska i samarbete med samiska kulturarbetare, men Dálvadis var den första teatergrupp som arbetade på samiska. Den hade sitt säte i Jokkmokk och Karesuando och turnerade framför allt i Norrbottens, Västerbottens och Jämtlands län, men också över hela Nordkalotten, i Norden och gästspelade även ute i Europa. Den hade dock ingen riktig fast scen.
Harriet Nordlund var konstnärlig ledare 1971-82 och Åsa Simma 1986-90. 
Teatergruppen Dálvadis fick under sin levnad obetydliga statliga bidrag till sin verksamhet, till exempel 1989: 500.000 kronor. Den lades ned 1991 på grund av bristande offentligt stöd och offentliga utredningar undersökte möjligheten att i stället skapa en samisk nationalscen. Detta skedde redan 1992 via beslut i Sametinget, då Samiska teatern (nuvarande Giron sámi teáhter) bildades utifrån Dálvadis grund. 